# Jorge Dely Valdés
Jorge Dely Valdés (sinh ngày 12 tháng 3 năm 1967) là một cầu thủ bóng đá người Panama.

## Đội tuyển bóng đá quốc gia Panama
Jorge Dely Valdés thi đấu cho đội tuyển bóng đá quốc gia Panama từ năm 1992 đến 2005.

## Thống kê sự nghiệp
| Đội tuyển bóng đá Panama | Đội tuyển bóng đá Panama | Đội tuyển bóng đá Panama |
| Năm                      | Trận                     | Bàn                      |
| ------------------------ | ------------------------ | ------------------------ |
| 1991                     | 1                        | 0                        |
| 1992                     | 2                        | 0                        |
| 1993                     | 0                        | 0                        |
| 1994                     | 0                        | 0                        |
| 1995                     | 2                        | 0                        |
| 1996                     | 7                        | 5                        |
| 1997                     | 0                        | 0                        |
| 1998                     | 0                        | 0                        |
| 1999                     | 1                        | 1                        |
| 2000                     | 10                       | 3                        |
| 2001                     | 8                        | 7                        |
| 2002                     | 0                        | 0                        |
| 2003                     | 0                        | 0                        |
| 2004                     | 7                        | 0                        |
| 2005                     | 10                       | 3                        |
| Tổng cộng                | 48                       | 19                       |